# (1551) Argelander
Pour les articles homonymes, voir Argelander.
(1551) Argelander est un astéroïde de la ceinture principale.

## Description
(1551) Argelander est un astéroïde de la ceinture principale. Il fut découvert le 24 février 1938 à Turku par Yrjö Väisälä. Il présente une orbite caractérisée par un demi-grand axe de 2,39 UA, une excentricité de 0,07 et une inclinaison de 3,8° par rapport à l'écliptique.
Il est nommé d'après Friedrich Wilhelm Argelander.

## Compléments